# Friedrich Kocks
Friedrich Kocks (* 26. Mai 1902 in Duisburg; † 5. Februar 1975 in Wermelskirchen) war ein deutscher Eisenhüttenkundler und Unternehmer. Er ist Gründer der Friedrich Kocks GmbH & Co KG.

## Biografie
Friedrich Kocks war der Sohn von Heinrich Matthias Kocks und Luise Magdalene (geb. Barten) Kocks.
1920 begann er ein Maschinenbau-Studium an der Technischen Hochschule Stuttgart, später studierte er auch an der  Technischen Hochschule Dresden. Während seines Studiums wurde er bei der Burschenschaft Alemannia Stuttgart aktiv. 1925 promovierte er zum Thema Schrägwalzen bei der Herstellung nahtloser Hohlkörper.
Seine berufliche Laufbahn begann er in den Vereinigten Stahlwerken in Düsseldorf; danach wurde er Direktor für den Walzwerkbau bei der Demag in Duisburg.  Im Herbst 1939 wechselte er zur Hüttenbau-Abteilung der Reichswerke Hermann Göring (RHG). Als die RHG 1940 ihre Hüttenbauabteilung zur Deutschen Bergwerks- und Hüttenbau Gesellschaft mbH ausgliederten, wurde er Hauptgeschäftsführer.
1946 gründete er zusammen mit Jürgen Wissing die Friedrich Kocks GmbH Wermelskirchen. In der Anfangszeit wurden defekte Rheinbrücken gehoben. Zu seiner wachsenden Firmengruppe kamen die Friedrich Kocks Düsseldorf (Walzwerkbau) und die Kocks Ingenieure (Planung, Beratung, heute: Kocks Consult GmbH, Koblenz). 1952 übernahm er in Bremen die Francke-Werke, die zur Friedrich Kocks GmbH Bremen wurde und Kräne, Förderanlagen, Schiffshilfsmaschinen und Maschinen herstellte.

## Ehrungen
- Ehrendoktorwürde Dr. E. h. der Technischen Universität Clausthal
- Die Friedrich-Kocks-Straße in Bremen (Nähe Neustädter Hafen) wurde nach ihm benannt.

## Werke
- Das Schrägwalzen, Berichte der Fachausschüsse des Vereins deutscher Eisenhüttenleute, Walzwerksausschuß, Bericht Nr. 47, 10. Dez. 1926
- Neuere Entwicklung von Rohrwalzverfahren, Düsseldorf 1933
- Untersuchungen über den Pilgervorgang, Düsseldorf 1933
- Die Herstellung v. Rohren, 1939
- Zahlreiche Patente